# Masein
Masein – miejscowość i gmina w Szwajcarii, w kantonie Gryzonia, w regionie Viamala.

## Demografia
W Masein mieszka 500 osób. W 2020 roku 5,6% populacji gminy stanowiły osoby urodzone poza Szwajcarią. 